# Каньгушанське сільське поселення
Каньгуша́нське сільське поселення (рос. Каньгушанское сельское поселение) — муніципальне утворення у складі Єльниківського району Мордовії, Росія. Адміністративний центр — село Каньгуші.

## Населення
Населення — 339 осіб (2019, 444 у 2010, 568 у 2002).

## Склад
До складу поселення входять такі населені пункти:
| Населений пункт           | Населення, осіб (2002) | Населення, осіб (2010) |
| ------------------------- | ---------------------- | ---------------------- |
| Каньгуші, село            | 441                    | 348                    |
| Старий Тештелім, присілок | 114                    | 85                     |
| Тумалейка, селище         | 13                     | 11                     |